# 新疆医科大学一附院建筑群
新疆医科大学一附院建筑群（維吾爾語：شىنجاڭ تېببىي ئۇنىۋېرسىتېتى1-تارماق دوختۇرخانىسى ئىمارەتلەر توپى‎）是1954年修建的新疆医科大学第一附属医院建筑群，由3栋建筑构成。该建筑群设计建设工程为156项重点工程，由苏联设计并监督施工，中方（中国大陆）出资和施工。建筑群设计参考自列宁格勒第一医学院（今圣彼得堡巴甫洛夫国立第一医科大学）的多处建筑，建筑群均为苏式建筑风格建筑。新疆医科大学行政楼建筑群位于中华人民共和国新疆维吾尔自治区乌鲁木齐市新市区新疆医科大学第一附属医院院内，部分建筑与新疆医科大学相接。
2015年，新疆医科大学行政楼建筑群被列为乌鲁木齐市文物保护单位。

## 历史

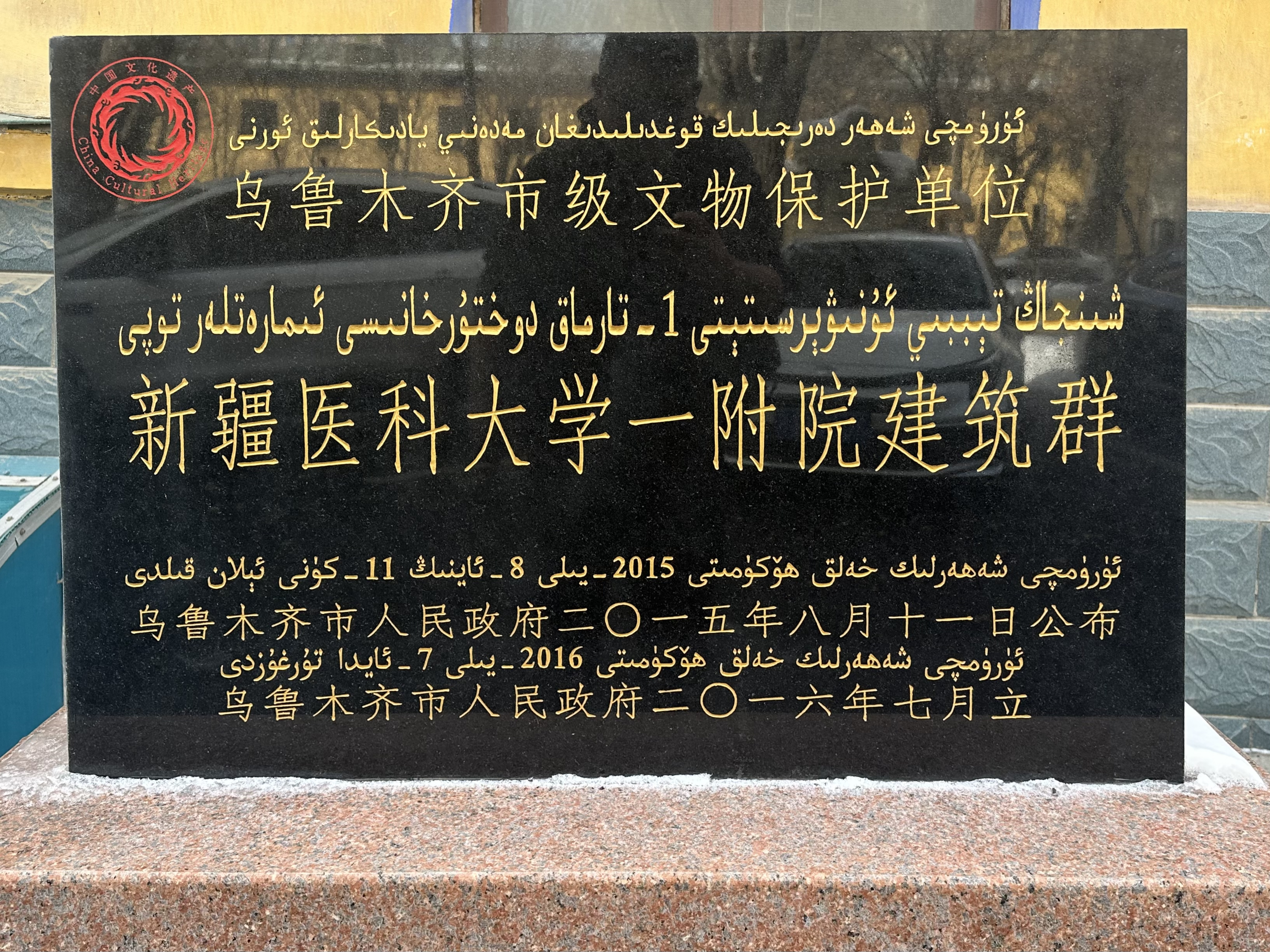
新疆医科大学一附院建筑群是乌鲁木齐市文物保护单位

1950年，中华人民共和国与苏联根据《中苏贸易协定》签订建设新疆医学中心区（即之后的新疆医学院、新疆医科大学）工程的合同，该工程作为156项重点工程之一得以上马，项目既包括培养医学人才的医学教学部分，也包括治病救人的医疗援建部分。
合同签订后，苏联保健部派出包括苏联保健部国家保健工程设计局副局长多农茨、总工程师赫鲁斯特洛夫在内的苏联专家前往迪化（即乌鲁木齐市）指导勘查，新疆医学中心区选择在了本是一片戈壁滩的鲤鱼山脚下。随后两年，苏联保健部国家保健工程设计局参考列宁格勒第一医学院（今圣彼得堡巴甫洛夫国立第一医科大学），完成医学中心区的设计并通过审定。开始施工后，多农茨、赫鲁斯特洛夫等至现场指导施工。中方则负责建设资金，并派出施工力量。1954年7月，建设工程正式开工，新疆医科大学一附院建筑群的建筑于此时开工建设。中共中央新疆分局、新疆省人民政府领导人王恩茂、赛福鼎·艾则孜、高锦纯出席开工典礼。在新疆医学中心区基础上成立的新疆医学院于1956年10月正式成立，成立时学校及附属医院、护士学校初步完成建设。
2015年8月，第六批乌鲁木齐市文物保护单位公布，新疆医科大学一附院建筑群位列其中。2014年，中国俄罗斯友好协会等组织将新疆医科大学的文化遗产列入《“156项工程”工业遗产保护倡议书》附录。2024年，乌鲁木齐市人民政府印发《公布乌鲁木齐市32处市级文物保护单位、保护范围、建设控制地带》，划定了新疆医科大学一附院建筑群的保护范围及建设控制地带。

## 建筑
新疆医科大学一附院建筑群由占地面积超过5000平方米的3栋建筑组成。3栋建筑均为受到斯大林式建筑风格影响的苏式建筑，建筑结构均为两层砖木结构建筑，屋顶皆为绿色铁皮坡顶，屋顶存老虎窗及烟囱。木挑檐，屋顶结构为木梁架结构。新疆医科大学一附院建筑群各建筑基本保持原有布局和规模，主体结构基本维持原貌。建筑内外墙、门窗、栏杆有所改动和装修。
新疆医科大学一附院建筑群中位于新疆医科大学第一附属医院南侧、与新疆医科大学校园相接的建筑（校史馆）坐南朝北，平面呈“凹”字形。屋顶为多面坡顶。建筑北侧和南侧正中分别开有正门和后门，正面楼顶立面呈三角形。二楼窗户上有阿拉伯数字“1954”字样。北侧中部与两侧相夹部分有半封闭走廊，走廊有拱形门洞及栏杆。位于新疆医科大学第一附属医院南侧的建筑（大学生心理干预中心楼）坐东朝西，平面呈“凹”字形，屋顶为双坡顶，西面正中开正门，其上二层的房间存凉台，建筑西侧中部、东侧中部屋顶为三角形。位于新疆医科大学第一附属医院东侧的建筑（行政楼），坐东朝西，平面呈“山”字形。屋顶为双坡顶。建筑东侧、西侧中部突出，中间开门，西门上房间存凉台，屋顶立面为三角形。建筑北面西侧有边门。